# Замок Кулнамак
Замок Кулнамак (англ. Coolnamuck Castle) — один із замків Ірландії, розташований в графстві Вотерфорд. Замок баштового типу. Вежа побудована в XVI столітті. Висотою три поверхи. Верхній поверх має камін та димар. На південно-східному куті вежі є кутова башточка. Є камінь, на якому стоїть дата — 1588 та ім'я — Геральдус Волл — імовірний будівельник. Цей камінь був вилучений із замку в ХІХ столітті.